# Liste der Staatsoberhäupter der Malediven
Seit dem 11. November 1968 ist der Präsident das Staatsoberhaupt und erster Bürger der Republik der Malediven sowie Oberkommandierender der Streitkräfte.

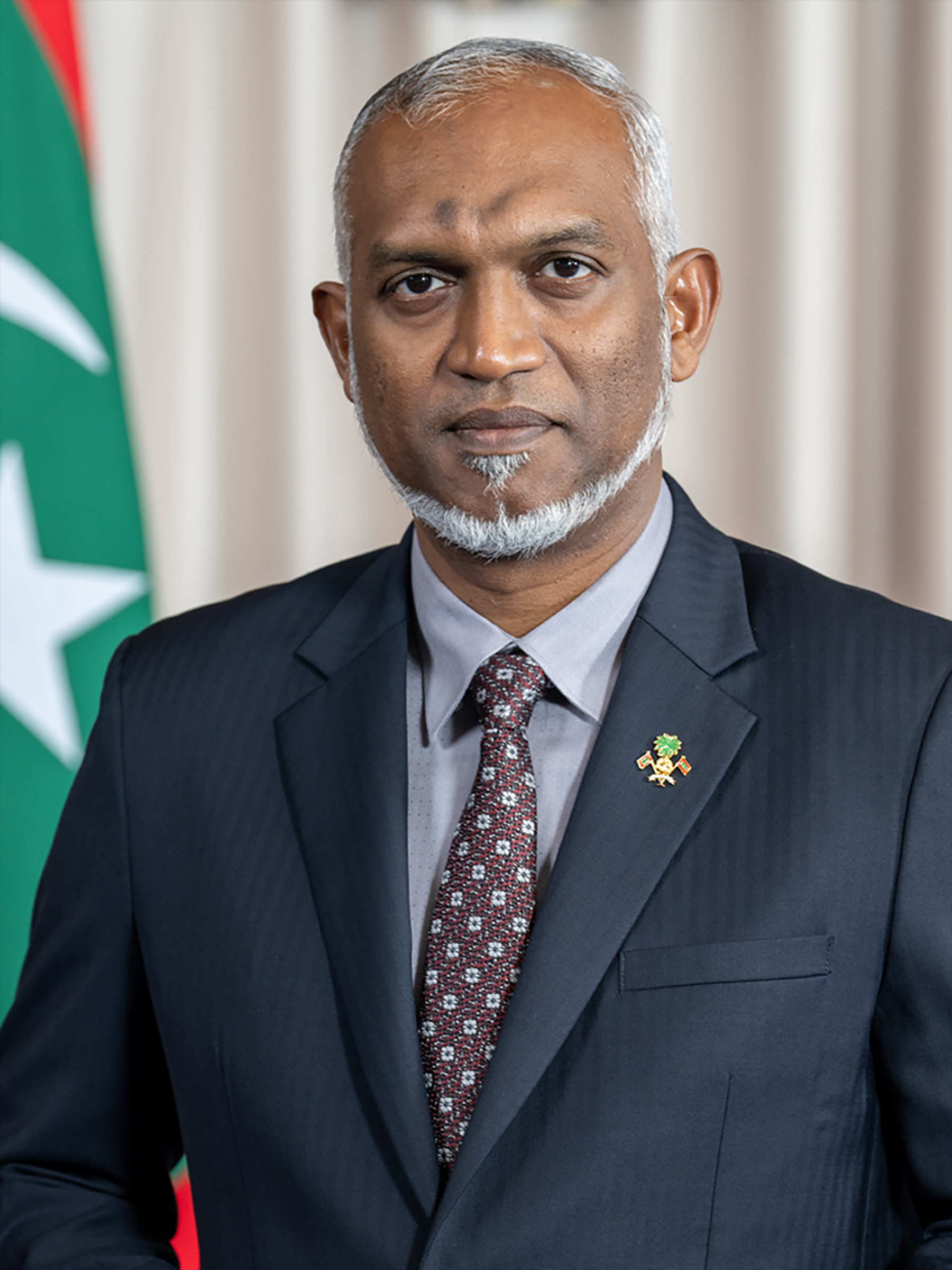
Mohamed Muizzu (2023)

| Regierungszeit   | Name                                        | Lebensdaten |
| ---------------- | ------------------------------------------- | ----------- |
| 1903–1933        | Sultan Mohammed Shamsudeen III.             | 1879–1935   |
| 1933–1944        | Sultan Hassan Nooraddeen II.                | 1887–1967   |
| 1944–1952        | Interregnum                                 |             |
| 1953             | Präsident Mohammed Amin Didi                | 1910–1954   |
| 1953–1954        | amtierender Präsident Ibrahim Mohammed Didi | unbekannt   |
| 1954–1968        | Sultan Mohammed Farid Didi                  | 1901–1969   |
| 1968–1978        | Präsident Ibrahim Nasir                     | 1926–2008   |
| 1978–2008        | Präsident Maumoon Abdul Gayoom              | * 1937      |
| 2008–2012        | Präsident Mohamed Nasheed                   | * 1967      |
| 2012–2013        | Präsident Mohammed Waheed Hassan            | * 1953      |
| 2013–2018        | Präsident Abdulla Yameen                    | * 1959      |
| 2018–2023        | Präsident Ibrahim Mohamed Solih             | * 1964      |
| 2023 – amtierend | Präsident Mohamed Muizzu                    | * 1978      |